# Кожевников, Юрий Павлович
Юрий Павлович Кожевников (1942—2002) — советский и российский геоботаник, систематик высших растений, доктор биологических наук.

## Биография
Родился 22 июля 1942 года в деревне Реброво Ленинградской области.
Учился в Ленинградском государственном университете, окончил его в 1970 году. Затем — в аспирантуре Ботанического института им. В. Л. Комарова АН СССР, которую окончил в 1973 году.
С 1974 по 1977 год Ю. П. Кожевников работал в Институте биологических проблем Севера ДВО АН СССР. С 1977 года — научный сотрудник Ботанического института в Ленинграде.
В 1997 году защитил диссертацию доктора биологических наук, в которой провёл критическую обработку флоры семейства Гвоздичные в Центральной Азии.
Член Русского ботанического общества, Русского географического общества, Нью-Йоркской академии наук.
Участвовал в составлении книги «Жизнь растений», в частности, написал раздел, посвящённый семейству Вересковые.
Скончался 9 февраля 2002 года после третьего инфаркта.
С 1967 года до 1999 принимал активное участие в экспедициях.

## Некоторые публикации
- Кожевников, Ю. П. Американский элемент во флоре Чукотки // Ареалы растений СССР. — Л.: Изд-во ЛГУ, 1976. — Вып. 3. — С. 25—56.
- Кожевников, Ю. П. Флора и экология ландшафтов в истоках р. Канчалан // Биология и продуктивность растительного покрова Северо-Востока СССР. — Владивосток, 1976. — С. 80—130.
- Кожевников, Ю. П. За растениями по Чукотке. — Магадан, 1978. — 190 с.
- Кожевников, Ю. П. География растительности Чукотки. — Л.: Наука, 1989. — 176 с.
- Кожевников, Ю. П. Динамика растительного покрова и влияние на него промышленного загрязнения на Кольском полуострове. — СПб., 1998. — 110 с.